# Поттс, Фредди
Фредди Поттс (англ. Freddie Potts; 12 сентября 2003, Лондон, Англия) — английский футболист, полузащитник клуба «Вест Хэм Юнайтед», в данный момент играет в аренде в клубе «Портсмут».

## Биография
Присоединившись к академии «Вест Хэма» в возрасте шести лет, Поттс подписал свой первый профессиональный контракт с клубом в июне 2021 года. 9 декабря 2021 года дебютировал за «Вест Хэм» в матче против загребского «Динамо» в Лиге Европы УЕФА, заменив на 87-й минуте Андрея Ярмоленко.
7 июня 2023 года Поттс был в составе команды в финале Лиги конференции в Праге против «Фиорентины». «Вест Хэм» выиграл свой первый крупный трофей за 43 года, одержав победу со счётом 2:1.
В июле 2023 года был отдан в сезонную аренду в клуб Лиги 1 «Уиком Уондерерс».
В конце сезона 2023/24 Поттс был признан болельщиками «Уикома» «Игроком года» и «Молодым игроком года».
В 2024 году вновь был отдан в аренду в клуб Чемпионшипа «Портсмут».